# Чемпионат мира по рапиду и блицу 2019
Чемпионат мира по шахматам по рапиду и блицу 2019 года проходил с 25 по 31 декабря в Москве.
Местом проведения была вип-зона Большой спортивной арены в Лужниках, призовой фонд турнира составлял 1 миллион долларов.
Незадолго до турнира, заметным событием стал отказ Алирезы Фирузджи, представлявшего Иран, выступать под его флагом (он сыграл на турнире под флагом ФИДЕ), поскольку Министерство спорта и молодёжной политики Ирана запретило своим шахматистам участвовать в данном чемпионате (из-за участия в нём граждан Израиля).

## Регламент
Право на участие в турнире получали игроки, имевшие не менее 2550 (в женском турнире — 2250) пунктов в одном из рейтинг-листов за 2019 год (включая классический контроль, быстрые шахматы и блиц), а также действующие национальные чемпионы; помимо того, организатор турнира мог номинировать до 10 участников.

### Рапид
Контроль времени на партию составлял 15 минут на партию с добавлением 10 секунд на ход, начиная с первого хода; турнир игрался в течение трёх дней по швейцарской системе и состоял из 15 туров (открытый турнир) или 12 туров (турнир среди женщин).

### Блиц
Контроль времени на партию составлял 3 минуты на партию с добавлением 2 секунд на ход, начиная с первого хода; турнир игрался в течение двух дней по швейцарской системе и состоял из 21 тура (открытый турнир) или 17 туров (турнир среди женщин).

## Результаты

### Рапид

#### Мужчины
1. Магнус Карлсен[7]
2. Алиреза Фирузджа
3. Хикару Накамура

#### Женщины
После завершения 12 партия турнира, у двух спортсменок было одинаковое количество очков, и судьба первого места решалась на тай-брейке, где соперницы обменялись победами, и армагеддоне.
1. Хампи Конеру[8]
2. Лэй Тинцзе
3. Екатерина Аталык

### Блиц

#### Мужчины
Первое место определилось на тай-брейке, где сильнее оказался Магнус Карлсен
1. Магнус Карлсен[9]
2. Хикару Накамура
3. Владимир Крамник

#### Женщины
1. Екатерина Лагно
2. Анна Музычук
3. Тань Чжунъи